# William Amamoo
William Amartey Amamoo (ur. 4 kwietnia 1985 w Akrze) – ghański piłkarz występujący na pozycji bramkarza.

## Statystyki ligowe
| Rozgrywki                   | Poziom | Kraj    | Mecze | Gole |
| --------------------------- | ------ | ------- | ----- | ---- |
| Liga I                      | I      | Rumunia | 14    | 0    |
| Liga II                     | II     | Rumunia | 45    | 0    |
| Superettan                  | II     | Szwecja | 5     | 0    |
| Division 1                  | III    | Szwecja | 37    | 0    |
| Division 2                  | IV     | Szwecja | 60    | 0    |
| Ad-Dauri al-Misri al-Mumtaz | I      | Egipt   | 9     | 0    |
| Ligat ha’Al                 | I      | Izrael  | 3     | 0    |
| Maltese Premier League      | I      | Malta   | 2     | 0    |

## Kariera reprezentacyjna
W reprezentacji Ghany zadebiutował 23 maja 2008 w przegranym 0:1 towarzyskim meczu z Australią. W latach 2008–2009 w drużynie narodowej rozegrał trzy spotkania.